# 卡羅爾鎮區 (阿肯色州沃希托縣)
卡羅爾鎮區（英語：Carroll Township）是位於美國阿肯色州沃希托縣的一個行政鎮區。

## 地方資料
卡羅爾鎮區的面積為148.08平方千米，當中陸地面積為145.90平方千米，而水域面積為2.18平方千米。根據2010年美國人口普查的數據，當地共有人口258人，而人口密度為每平方千米1.74人。